# باول كلينتون هاريس
باول كلينتون هاريس (بالإنجليزية: Paul Clinton Harris)‏ هو سياسي أمريكي، ولد في 31 مارس 1964 في شارلوتسفيل في الولايات المتحدة. حزبياً، نشط في الحزب الجمهوري.